# Filuzzi
La Filuzzi è l'interpretazione fatta a Bologna e nella sua provincia degli stili musicali e coreutici propri del Ballo liscio e nasce, come tutti i lisci italiani, dalla contaminazione dei nuovi balli di provenienza centro-europea (mazurka, valzer e polka) con i balli tradizionali preesistenti.
Alcuni tra i pochi testi esistenti (si può citare la Storia della Filuzzi bolognese dal 1903 al 1970 di Roberto Artale) indicano il 1903 come anno di nascita della Filuzzi; altri  indicano come già nel 1900 vi fossero almeno due società di ballo (Aida e Aquila) a Bologna, in via del Pratello, in cui si praticavano e si insegnavano balli alla filuzzi. Sicuramente il processo di trasformazione del modo di ballare e di suonare è avvenuto con continuità dal 1870 circa (periodo in cui entrano prepotentemente in Italia i valzer, le mazurke e le polke) in poi.
La Filuzzi quindi ha due componenti tanto fondamentali quanto ovvie: musica e ballo. Musica da ballo, certamente, che giustifica il ballo, e ballo, che ha bisogno della musica.

## Musica
La musica filuzziana, che è essenzialmente strumentale, si caratterizza per l'uso dell'organetto, prima semitonato, poi unitonico e senza bassi, noto come organetto bolognese, strumento dalla sonorità unica, creazione della famiglia Biagi. (Attilio Biagi creò anche un gruppo musicale composto da tre organetti ed una chitarra: il Quartetto Bolognese dell'Allegria).
La composizione dell'orchestra è essenziale. Inizialmente assieme all'organetto compare una chitarra ed un basso (contrabbasso) dando luogo ai "trii" filuzziani. L'introduzione della batteria è relativamente recente (anni cinquanta) portando la composizione tipica dell'orchestra filuzziana a 4 elementi (ben differente dalla composizione delle orchestre romagnole in cui sono presenti anche strumenti a fiato - legni ed ottoni - per un numero complessivo di suonatori veramente importante).
La divisione dei pezzi musicali in parti è rigorosa: 32 misure musicali per parte nel valzer, 16 per mazurka e polka, solitamente divisi in 7 o 8 parti con lo schema AABBACC oppure AABBACCA dove A, B e C (quest'ultima nota come trio) sono parti (fa eccezione il valzer che prevede che la parte B possa essere sia di 16 misure musicali sia di 32). Eccezionalmente sono presenti introduzioni musicali di 4 misure.
La velocità (dal punto di vista metronomico) è notevole. I primi valzer filuzziani venivano suonati a quasi 80 misure musicali al minuto. Nel corso del tempo questa velocità è scesa progressivamente (fenomeno comune a molte musiche da ballo) arrivando alle attuali 66/68 misure musicali per minuto.
Il Quartetto Bolognese dell'Allegria è il primo gruppo importante che ha lasciato tracce nella storia (ed anche ... nei dischi della Durium). Leonildo Marcheselli è però il punto di riferimento della musica filuzziana, tanto da essere noto oggi come il papà della Filuzzi. Possiamo dire che da lui la musica Filuzziana ha avuta quell'impronta che vive ancora oggi e che i grandi suonatori e musicisti filuzziani che sono venuti dopo di lui (primo fra tutti: Ruggero Passarini) sono stati suoi discepoli.

## Ballo
Il ballo liscio filuzziano (nato alle origini come ballo tra uomini, fenomeno comune anche per altre grandi città, nel periodo a cavallo tra otto e novecento) si differenzia da tutte le altre forme di liscio (folk romagnolo, liscio tradizionale piemontese, liscio unificato) per la presenza di figure staccate. Le figure staccate filuzziane sono il risultato di un probabile adattamento di figure dei balli staccati in uso nella provincia di Bologna nell'Ottocento. Questa è una caratteristica unica del ballo "alla Filuzzi". Figure staccate della filuzzi sono i Denzi, i Mezzi Denzi, le piroette ... Caratteristico l'uso del frullone per chiudere la parte.
Altro elemento distintivo importante è che la coppia si muove in continuazione, ed anche velocemente, attorno alla pista con l'unica eccezione durante l'esecuzione di alcune figure (esempio: le piroette) che però durano al più lo spazio di una misura musicale, oltre naturalmente alla fermata in battuta alla fine della parte musicale. Nel folk romagnolo ci sono momenti in cui la coppia balla sul posto per l'intera parte musicale, mentre nel liscio tradizionale piemontese non ci sono figure coreutiche assimilabili alle piroette.
Essenzialmente le figure della mazurka e della polka sono uguali, una volta adattati i tre tempi della mazurka ai due della polka con la trasformazione 1-2-3 -> 1 e 2.
I nomi delle figure coreutiche filuzziane: passettini, striscini, piroette, denzi, mezzo denzi, pestatini, saltolini, passi francesi, frullone ...
A livello di esibizione viene ancora praticato da pochissimi ballerini la polka "a chinein" o "Polka Chinata" Archiviato il 29 gennaio 2013 in Internet Archive.: una polka ballata tra uomini in cui le parti in frullone vengono eseguite in posizione chinata.
Oggi il ballo alla Filuzzi è il risultato di una evoluzione che ha visto un rallentamento della frequenza metronomica (musiche più lente) ed un arricchimento delle figure (numero maggiore di figure con maggiore complessità). Sicuramente oggi non si balla più come i filuzziani degli anni cinquanta, ma questo è un fenomeno comune di tutti i balli. Rimane comunque viva l'anima del ballo alla Filuzzi con la sopravvivenza di figure staccate e con l'esecuzione del frullone che ne è tutt'oggi considerato il distintivo di qualità.

## Origine del nome "Filuzzi"
Per quanto riguarda l'origine del nome Filuzzi non vi sono certezze. Alcune teorie lo fanno derivare dall'abitudine di alcuni ballerini di spostarsi rapidamente (filare) da una balera all'altra. Altre teorie fanno derivare Filuzzi da filò (ambiente di aggregazione tipico della società contadina a cavallo tra XIX secolo e XX secolo). Altre ancora dai filari delle viti... Per quanto è noto oggi, il nome Filuzzi compare per la prima volta negli ultimi anni del XIX secolo per identificare una società di ballo operante in quegli anni a Bologna, anche se pare che in tale società si praticassero balli non "filuzziani".